# Герман (городская область София)
Герман (болг. Герман) — село в Болгарии. Находится в Городской области Софии, входит в общину Столична. Население составляет 2 309 человек.

## Политическая ситуация
В местном кметстве Герман, в состав которого входит Герман, должность кмета (старосты) исполняет Божидар Димитров Зашев (Граждане за европейское развитие Болгарии (ГЕРБ)) по результатам выборов.
Кмет (мэр) общины Столична — Бойко Методиев Борисов (Граждане за европейское развитие Болгарии (ГЕРБ)) по результатам выборов.